# Luís Eduardo Schmidt
Luís Eduardo Schmidt eller bare Edu (født 10. januar 1979 i Jaú, Brasilien) er en brasiliansk tidligere fodboldspiller (angriber/midtbane).
På klubplan spillede Edu størstedelen af sin karriere i Spanien, hvor han repræsenterede henholdsvis Celta Vigo og Real Betis. Hos sidstnævnte var han i 2005 med til at vinde den spanske pokalturnering Copa del Rey. Han havde også ophold i hjemlandet hos São Paulo, Internacional og Vitória, inden han sluttede karrieren efter en kort periode i den amerikanske Major League Soccer hos Colorado Rapids.
Edu spillede desuden én for Brasiliens landshold., og deltog desuden med et særligt OL-landshold ved OL 2000 i Sydney.